# Jeux kali’na
Les jeux Kali’na sont une compétition sportive amerindienne, qui fut créée en 2004. Elle a lieu annuellement sur la plage des Hattes à Awala-Yalimapo en Guyane.

## Éditions
17 eme édition organisée en début décembre 2024

## Organisation
Les jeux comportent une dizaine d'épreuves et rassemblent près de 400 participants.